# Chris Herd
Chris Herd, né le 4 avril 1989 à Perth, est un footballeur international australien.

## Carrière
Le 23 septembre 2014 il est prêté à Bolton Wanderers.
Le 11 septembre 2015 il rejoint Chesterfield.
Le 3 octobre 2016, il rejoint Gillingham.